# Erik Paulsson

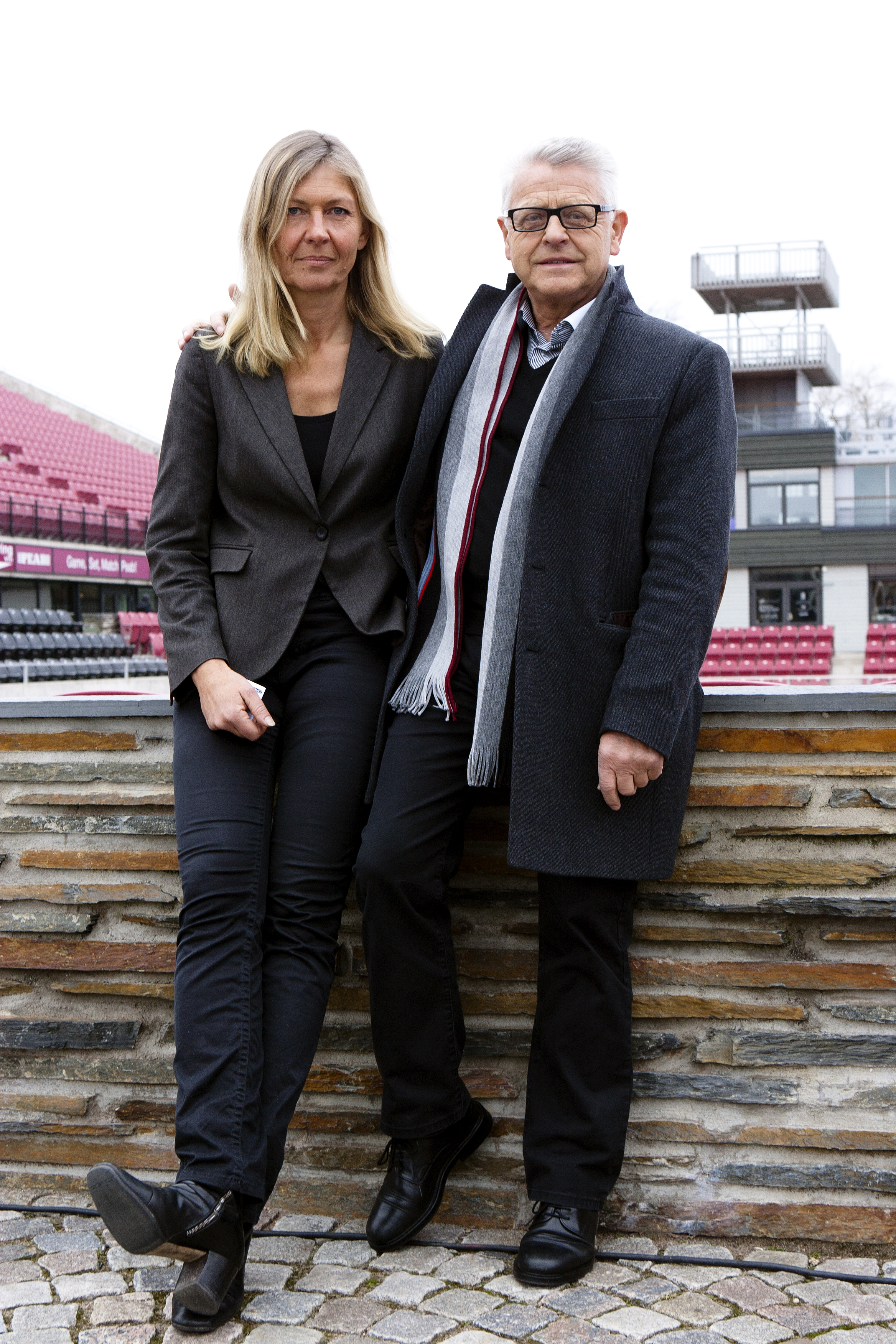
Erik Paulsson tillsammans med arkitekten Dorte Mandrup Poulsen

Erik Gustav Paulsson, född den 31 januari 1942, är en svensk entreprenör, bror till Mats Paulsson. 
Bröderna Erik och Mats Paulsson startade tillsammans byggbolaget Paulsson Entreprenad AB, Peab. I mitten av 1970-talet skedde en något udda investering då Peab köpte in sig i Lindvallen Sportcenter. Det som ursprungligen var tänkt som en möjlighet till rekreation för Peabs personal, har idag växt till ett av Europas största företag för alpin skidåkning, Skistar.
Finanskrisen i Sverige 1990–1994 påverkade också bröderna Paulsson och Peab. Mellan 1990 och 2000 köpte Peab 67 bolag, bland dem BPA. 
År 1998 var det dags för nästa stora affär. Wihlborgs hade köpt in fastighetsbolaget Klövern till ett alldeles för högt pris. Metoden för att lösa krisen blev att låta Wihlborgs köpa upp det andra större börsnoterade fastighetsbolaget med ett stort fackligt ägande, Storheden. Så skapades Sveriges största börsnoterade fastighetsbolag. Wihlborgs nye VD blev Erik Paulsson. Peab köpte vid den här tiden en större post aktier i Wihlborgs.
Den 11 maj 2012 friades Erik Paulsson från ett åtal för mutbrott kring byggandet av Nationalarenan i Solna. Före detta stadsdirektör Sune Reinhold i Solna skall ha tjänat stora pengar på att extraknäcka som konsult åt bolagen bakom arenaprojektet. Arenaprojektet har vida överskridit sin ursprungliga budget.